# マッチョテングマン
マッチョテングマン（1973年3月3日 - ）は、日本のロックボーカリスト、シンガーソングライター。
東京都武蔵野市出身。所属事務所はHimeカンパニー。埼玉県在住。

## 経歴
東京都武蔵野市桜堤出身。マッチョテングマンは木彫刻師である松並義孝により考案され、松並極(KIWAMU)がアレンジして誕生。
松並とはFacebookで知り合い、大阪で行われた新世界100周年イベント（キン肉マンPROJECT）イベントで対面をはたす。その後、2012年9月にテングマンproject始動、2012年10月に松並義孝がマッチョテングマンの原画作成。最終的には、KIWAMUがアレンジを手掛ける。2012年11月KIWAMU×matcyoコラボレーションキャラクターマッチョテングマンが誕生した。
海外のカブトムシやクワガタのブリーダーでもある。またフィギュアやキン肉マン消しゴム等のコレクターとしても有名である。
ミュージシャンの傍ら、日本の映画監督である田川幹太と共に、心霊スポット配信者として『ガチシリーズ』、『シン・ガチシリーズ』に出演。多数のプロレスラーと交流を持ち、コラボレーションしている。新日本プロレスでも有名な衣類ブランド「SOULsports」が全面サポーターとなっている。
「DEVILROBOTS」が考案したキャラクター「トーフ親子」の原作者である北井真一郎とアニメソング歌手であるシスター・マヨと共にトーフ親子番組『TO-FU POP TV』にてMCを担当。スマポアプリゲーム『TO-FUPOP!』にてゲームキャラクターとなる。
2021年より別キャラクターである昆虫キャラクター「カナ・文太」として昆虫ブリーダーとしても活動。
2022年で誕生10周年を迎える。ファンキー・中村のYouTube番組『不安奇異アワー』にて《天の声》、動画編集を担当する。2024年3月に『不安奇異アワー』の天の声、編集を卒業。
自身のYouTubeチャンネル『テングマン チャンネル』『Tube DIXIES』にて動画を配信。
youtubeチャンネル『mononof7zoochannel』では『DIXIESの、ふたりごとっ‼︎《動画配信》』『てんぐとカメ《動画配信》』で活動。

## 年表
- 1995年 - クラブチッタ川崎にて開催された日本のパンクバンドTHE STAR CLUBのイベント「傷だらけの天使たち」でインディーズデビュー。
- 1996年 - ロックバンド「VINCENT KILL THE DIXIES」を結成。タワーレコード週間インディーズチャートにランクイン。日本の写真家、タレントである加納典明の息子であり映画監督である加納周典のデビュー作『wolf・ish』の主題歌、エンディング曲に抜擢される。
- 2001年 - ロックバンド「JEZLOCK」を結成。自主イベント「JEZFESTA」を開催。
- 2005年 - ソロプロジェクトバンド「QUICK KICK LEE」を結成。「冬のソナタ」のカヴァー等で話題を呼んだ。同プロジェクトとしてライブ活動等も行っていた。
- 2006年
『キン肉マン』や『宇宙刑事ギャバン』、『太陽戦隊サンバルカン』等の主題歌を担当した歌手である串田アキラと共に「SHAFT」を結成。ライブ活動、串田アキラのベストアルバムに参加。後に「DIXIES」を結成。
『仮面ライダーBLACK RX』、『超電子バイオマン』、『銀牙 -流れ星 銀-』等の主題歌を担当した歌手である宮内タカユキと共に全国を対象にライブを展開。
茨城県のご当地ヒーロー「時空戦士イバライガーR」の主題歌制作、アレンジを担当。
オリジナルメンバー兼相方であるヨシDIXIESと共に活動。
影山ヒロノブ、遠藤正明、きただにひろしによってZEPP東京で開催された「ゆかいな仲間たち“オレにもコスらせろっ！”」に出演。
玩具ブランドタミヤのRCカーのテーマソング「激烈! 爆烈! ラジロック」を楽曲提供。
キン肉マン、ウルトラマン等のソフトビニールフィギュア販売を行っている玩具ブランドであるシー・シー・ピーにCM楽曲提供。
「DIXIES」のヴォーカリストでありながらギター、ベース、サックス、ジャンベと多彩に楽器のプレイヤーとしても活動。
代表作「トライアルフィールド」は世界配信されている。
全国のご当地ヒーローの主題歌、プロレスラーの入場曲、企業のイメージソングなどの楽曲提供もしている。広島県ご当地ヒーローである「安芸戦士メープルカイザー」の主題歌を担当しており、NHKの番組にて使用。他にも東京都八王子市、高尾山のご当地ヒーローである「転成合神ゲンキダーJ」の主題歌も担当しておりTVショーにて使用される。
ローカルヒーローソングのパイオニア的存在。
日本のホラー映画監督である田川幹太とロックバンド「ゼットン&パンドン」を結成。DIXIESとゼットン&パンドンを同時進行で活動中。

- 2013年

浦和のよさこいチーム【重夢逗】に楽曲提供。
よさこいチーム【重夢逗】に参加。
多数のよさこい祭りに参加し、【原宿表参道元氣祭 スーパーよさこい】に参加。
- 2016年 - 「ゼットン&パンドン」は結成二ヶ月にして全国No1バンドを決めるバンドコンテスト「エマージェンザ　ジャパン」に出場し、決勝まで勝ち進み渋谷O-EASTでの決勝にて5位入賞となった。
- 2020年 - 映画『ビー・バップ・ハイスクール 高校与太郎哀歌』で城東のボンタン狩りのテル役を演じた俳優の白井光浩とコラボレーションにて楽曲提供。
- 2021年 - 所属事務所の歌手である海象ジロウと共にYouTube動画、ライブイベント等で活動。
- 2022年 - 『ヤヌスの鏡』、『このこ誰の子?』などに出演した元アイドルであり女優の杉浦幸と、映画『湘南爆走族』において丸川角児役を演じた俳優の村沢寿彦によるインターネットラジオ番組『Redicro INTERNETREDIO 幸&むらさーの月曜から乾杯!』のオープニングテーマ曲、番組内BGM、エンディングテーマ曲を担当。怪談師であるファンキー・中村のYouTube番組『不安奇異アワー』のオープニング曲を提供。
- 2023年 - 山形県ご当地ヒーローである「未来創造戦士ユメリオン」のテーマソングを担当。同年、YouTubeゲーム配信【テングの時間】を開始。
- 同年、DEVILROBOTS&DEVILMIXとコラボレーション。

第20屆 台北國際玩具創作大展 20th Taipei Toy Festival 2023 、POPBOX SHIBUYAにて、TENGU TO-FUとしてソフビフィギュア化し、発売。
- 2023年10月22日、渋谷ロフトでのPOPBOXにてTO-FU親子の原作者である【キタイシンイチロウ】とフェルトアーティストである【nachu♡】、ガブガブというキャラクターでお馴染みの【kamakiri】のライブペイントイベントにてMCを務める。

## 作品
※提供・参加作品含む
- VINCENT KILL THE DIXIES (VKTD)（VERA）
- SMASHLINK HEADCORE 帥 vol 3（日本クラウン）

- 映画『wolf・ish』(TSUTAYA) - 加納周典作品

- JEZLOCK (ENTER THE OCTAGON)（ダイキサウンド）
- 串田アキラBEST～Soul ENGINE～（日本コロムビア）
- 時空戦士イバライガーR（ビクターエンタテインメント） - 宮内タカユキによる歌唱
- 激烈！爆烈！ラジロック（TAMIYA） - TAMIYA RCカーイメージソング
- 仁義なき戦い (CCP)
- 大和ヒロシ 龍騎大和1 (W-1)
- ローカルヒーロー大作戦（こどもの笑顔プロジェクト）
- テングマン其ノ一の巻 (DIXIES)（ラッツパック・レコード、TENGUNOISE）
- WAKUWAKU動物ランド (Zenton＆Pandon)
- 英雄道 (DIXIES)（mifエンターテイメント）
- パラサイトマン、トライアルフィールド 世界配信（mifエンターテイメント）
- 『幸&むらさーの月曜から乾杯! 番組』OP.BGM.ED（Redicro INTERNETREDIO）
- トライアルフィールド　YouTube番組『不安奇異アワー』OP